# 양평 나들목
양평 나들목(Yangpyeong IC)은 경기도 양평군 옥천면 아신리에 설치된 중부내륙고속도로의 30번, 수도권제2순환고속도로의 30번 나들목이자 중부내륙고속도로와 수도권제2순환고속도로 포천 ~ 양평 구간의 종점이다. 2012년 12월 28일 개통되었으며, 옥천면과 인접한 양서면, 양평읍 등지로 진출할 수 있다. 2023년 5월 31일 수도권제2순환고속도로 조안 나들목 ~ 양평 나들목 구간이 부분 개통되어 수도권제2순환고속도로와 직결되었다.

## 연혁
- 2003년 10월 29일 : 나들목 설계 변경을 위해 경기도 양평군 강상면 송학리 ~ 옥천면 아신리 5.55 km 구간 도로구역 변경[1]
- 2012년 12월 28일 : 중부내륙고속도로 북여주 ~ 양평 구간 개통에 따라 영업 개시[2]
- 2023년 5월 31일: 수도권제2순환고속도로 조안 나들목 ~ 양평 나들목 구간 부분 개통[3][4]

## 구조물 정보
- 위치: 경기도 양평군 옥천면 아신리
- 영업소: 경기도 양평군 옥천면 경강로 1401

## 접속하는 도로
- 국도 제6호선 (경강로)

## 교통량 정보
| 요금소        | 통행량 (대/일) | 통행량 (대/일) | 통행량 (대/일) | 통행량 (대/일) | 통행량 (대/일) | 통행량 (대/일) | 통행량 (대/일) | 통행량 (대/일) | 통행량 (대/일) | 통행량 (대/일) | 각주  |
| 요금소        | 2001년         | 2002년         | 2003년         | 2004년         | 2005년         | 2006년         | 2007년         | 2008년         | 2009년         | 2010년         | 각주  |
| ------------- | -------------- | -------------- | -------------- | -------------- | -------------- | -------------- | -------------- | -------------- | -------------- | -------------- | ----- |
| 양평 (폐쇄식) | 미개통         | 미개통         | 미개통         | 미개통         | 미개통         | 미개통         | 미개통         | 미개통         | 미개통         | 미개통         | [ 5 ] |
| 요금소        | 2011년         | 2012년         | 2013년         | 2014년         | 2015년         | 2016년         | 2017년         | 2018년         | 2019년         |                | [ 5 ] |
| 양평 (폐쇄식) | 미개통         | 1,287          | 2,586          | 3,372          | 4,206          | 5,128          | 4,089          | 3,647          | 3,777          |                | [ 5 ] |